# Kabinett Orbán III

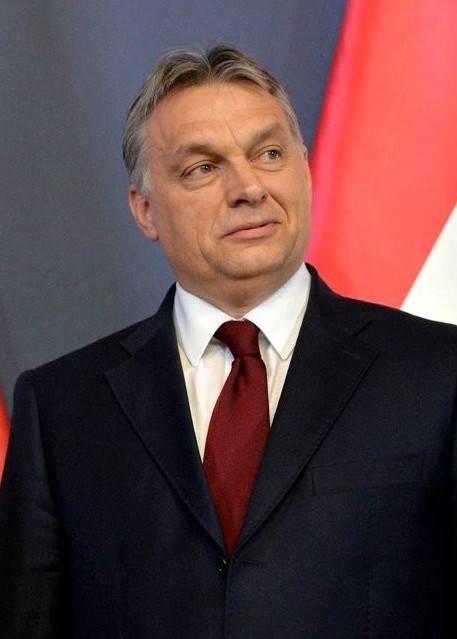
Viktor Orbán, 2015

Als Kabinett Orbán III wird vom 6. Juni 2014 bis zum 18. Mai 2018 amtierende Regierung Ungarns unter Viktor Orbán bezeichnet.
Bei der Parlamentswahl vom 6. April 2014 hatte die konservative Partei Fidesz zusammen mit ihrem deutlich kleineren Bündnispartner, der christdemokratischen KDNP, eine Zweidrittelmehrheit erzielt. Bei der Regierungsbildung übernahm Orbán die seit 2010 geltende Struktur der Regierung mit wenigen Ministern, die dafür zum Teil über sogenannte Superministerien verfügen. So deckt beispielsweise das Nationalwirtschaftsministerium die Bereiche Wirtschaft und Finanzen, das nationale Entwicklungsministerium unter anderem die Ressorts Bau, Verkehr und Wirtschaftsförderung und das Ministerium für Humanressourcen die Bereiche Gesundheit, Bildung und Kultur ab.
Durch den Sieg des parteilosen Kandidaten Zoltán Kész bei einer Nachwahl in Veszprém verlor die Regierung Orbán am 22. Februar 2015 die Zweidrittelmehrheit im Parlament.

## Minister
| Amt | Name                                                                        | Partei       |
| --- | --------------------------------------------------------------------------- | ------------ |
| Ministerpräsident                                                                                           | Viktor Orbán                                                                | Fidesz       |
| Stellvertretender Ministerpräsident, Minister ohne Geschäftsbereich für gesamtungarische Politik            | Zsolt Semjén                                                                | KDNP         |
| Minister, Leiter der Staatskanzlei                                                                          | János Lázár                                                                 | Fidesz       |
| Minister für Auswärtiges und für Außenwirtschaft                                                            | Tibor Navracsics (bis September 2014), Péter Szijjártó (ab September 2014)  | Fidesz       |
| Minister für Inneres                                                                                        | Sándor Pintér                                                               | parteilos    |
| Minister für Landesverteidigung                                                                             | Csaba Hende (bis 7. September 2015), István Simicskó (ab 7. September 2015) | Fidesz, KDNP |
| Minister für Nationalwirtschaft                                                                             | Mihály Varga                                                                | Fidesz       |
| Minister für Justiz                                                                                         | László Trócsányi                                                            | parteilos    |
| Minister für nationale Entwicklung                                                                          | Miklós Seszták                                                              | KDNP         |
| Minister für Landwirtschaft                                                                                 | Sándor Fazekas                                                              | Fidesz       |
| Minister für Humanressourcen                                                                                | Zoltán Balog                                                                | Fidesz       |
| Minister ohne Geschäftsbereich für Planung, Bau und Inbetriebnahme der zwei neuen Reaktorblöcke im AKW Paks | János Süli (ab 2. Mai 2017)                                                 | parteilos    |

## Kontroversen
Der Bau eines Grenzzauns an der Grenze zu Serbien und Kroatien und weitere Verschärfungen des Gesetzes zur Aufnahme von Flüchtlingen (Ablehnung des Asylantrags bei Einreise über andere „sichere Länder“ sowie bei unerlaubtem Verlassen der zugewiesenen Bleibe für mehr als 48 Stunden; Einschränkung des Überprüfungszeitraums für Asylanträge), die Anfang Juli 2015 vom Parlament verabschiedet wurden, lösten in Europa massive Kritik aus.
Orban behauptet (Stand Mitte 2017), er habe sein Volk seit seinem Amtsantritt 2010 aus der „Sklaverei“ durch internationale Banken, Konzerne und Finanzspekulanten befreit. 
Orban hat offenbar die Abschaffung des Sozialstaates und den Aufbau eines „Arbeitsstaates“ zum Programm erhoben: Wer Sozialleistungen erhält, soll zum Arbeiten gezwungen werden.